# 境宗久
境宗久（日语：境 宗久，1971年9月1日—），日本男性動畫演出家、導演。現在是MAPPA所屬，原東映動畫所屬。

## 人物簡介、風格
早年從投入動畫製作事業的生涯開始，一直留在東映動畫有很長的一段時間。
1999年，《ONE PIECE》電視動畫開播後，參加分鏡演出的工作至今，成為自身在東映動畫時期的生涯代表作，並在這部動畫重視於運動規律和攝影角度的演出表現而成為其特徵。2006年10月23日播出的第246話開始跟宇田鋼之介進行交接，生涯第一次擔任系列導演（注：東映動畫的系列導演階級與其它動畫公司的導演相同），擔任至2008年9月28日播出的第372話為止。然後在2009年上映的電影版動畫《ONE PIECE FILM 強者天下》擔任導演。
2017年3月末，離開長年所屬的東映動畫之後，同年4月起加入MAPPA。
2018年10月起播映的《佐賀偶像是傳奇》是加入MAPPA之後的第一部執導作品（事實上在離開東映動畫以前，從電視動畫《DAYS》開始就轉往參加MAPPA的作品）。

## 主要參加作品

### 電視動畫
- 世界名作童話系列 Wao！童話王國（日语：世界名作童話シリーズ ワ〜ォ!メルヘン王国）（1995年，製作進行）
- 鬼太郎 (第4作)（1996年－1998年，分鏡、演出）
- 甜蜜小天使 (1998年版)（1998年－1999年，演出）
- 怪博士與機器娃娃 (1997年版)（1999年，演出）
- ONE PIECE（1999年－，分鏡、演出／2006－2008年間擔任系列導演）
- Heartcatch 光之美少女！（2010年－2011年，演出）
  - Suite 光之美少女♪（2011年－2012年，系列導演）
  - Smile 光之美少女！（2012年，演出）
- 美食獵人TORIKO（2013年，演出）
- DAYS（2016年，副導演、分鏡、演出）
- 勇利!!! on ICE（2016年，分鏡）
- 虎面人W（日语：タイガーマスクW）（2017年，演出）
- 狂賭之淵（2017年，OP分鏡&演出）
- 佐賀偶像是傳奇（2018年，導演、音響監督、分鏡、演出）
- 多羅羅 (2019年版)（2019年，演出協力、分鏡）
- 戀與製作人（2020年，導演）
- 佐賀偶像是傳奇 捲土重來（2021年，導演、音響監督、分鏡、演出、ED分鏡&演出）
- 舞動不止（2022年，導演）

### 電影動畫
- 七龍珠Z：兩人面臨危機！超戰士難以成眠（日语：ドラゴンボールZ 危険なふたり!超戦士はねむれない）（1994年，製作進行）
- 七龍珠Z：擊敗超戰士!! 勝利是屬於我的（日语：ドラゴンボールZ 超戦士撃破!!勝つのはオレだ）（1994年，製作進行）
- 七龍珠Z：復活的融合!! 悟空和達爾（1995年，製作進行）
- 七龍珠：最強之道（1996年，助理導演）
- （1999年，助理導演）
- ONE PIECE FILM 強者天下（2009年，導演）

### 網路動畫
- 美少女戰士Crystal（2014年－2015年，系列導演）

## 外部連結
- 境宗久的X（前Twitter） （日語）